# テルノーピリ空港
テルノーピリ空港（テルノーピリくうこう、ウクライナ語: Міжнародний аеропорт «Тернопіль»）は、ウクライナテルノーピリ州テルノーピリに位置する空港。2021年現在、民間空港としての登録が失効しており、航空機の受け入れが不可となっており、定期便は就航していない。